# Afdhere Jama
Afdhere Jama (* 1980 in Somalia) ist ein amerikanischer Filmregisseur und Publizist somalischer Herkunft.

## Filmografie
- 2009: Rückschlag (Rebound)
- 2010: Getrennt (Apart)